# Southwell och Nottinghams stift
Southwell och Nottinghams stift (engelska: Diocese of Southwell and Nottingham) är ett stift i Yorks kyrkoprovins inom Engelska kyrkan. Stiftet omfattar hela grevskapet Nottinghamshire och några församlingar i South Yorkshire. Domkyrka och biskopssäte är Southwell Minster.

## Historik
Kyrkorna i området började höra till Yorks stift i början av 700-talet. Stiftet var stort och omfattande, och på 1100-talet inrättades flera ärkediakonat, däribland det i Nottingham. I september 1837 beslutade regeringen om omfattande förändringar i stiftsorganisationen, och Nottinghams ärkediakonat övergick till Lincolns stift. Därmed övergick stiftet också från Yorks till Canterbury kyrkoprovins. Nästan ett halvt sekel senare, i februari 1884, gjordes en ny förändring, där ärkediakonaten Derby och Nottingham bröts loss och bildade det nya Southwell stift. Församlingskyrkan i Southwell, som redan var en kollegiatkyrka, pekades ut som nytt biskopssäte.. Ytterligare ett halvsekel senare blev Derby stift självständigt och lämnade Southwell, och 1935 fördes Southwells stift till Yorks kyrkoprovins igen.

## Organisation

### Biskopar
Paul Williams är den 12:e biskopen av Southwell och Nottingham, och installerades i ämbetet den 27 juni 2015.  Biskopen leder stiftet, och har till sin hjälp suffraganbiskopen av Sherwood. Suffraganbiskopens ämbete inrättades 1965. Southwell och Nottingham tillämpar ingen indelning i biskopsområden, utan båda biskoparna tjänstgör i hela stiftet.

### Alternativ episkopal tillsyn
Sedan 1992 respektive 2014 tillåter Engelska kyrkan prästvigning och biskopsvigning av kvinnor. Parallellt har kyrkan även erbjudit lösningar för församlingar som av teologiska skäl inte vill betjänas av en kvinnlig präst eller stå under en kvinnlig biskop. Systemet kallas alternativ episkopal tillsyn (engelska Alternative Espicopal Oversight, AEO), och är utformat så att församlingens kyrkoråd kan begära att ställas under en biskop som delar församlingens ämbetssyn.
De biskopar som ansvarar för den alternativa tillsynen kallas Provincial Episcopal Visitors (PEV) och är verksamma i flera stift. Anglo-katolska församlingar i Southwell och Nottinghams stift som begärt alternativ episkopal tillsyn betjänas av biskopen av Beverley.

### Ärkediakonat och dekanat
Gloucester stift är indelat i två ärkediakonat, som leds av en ärkediakon. Uppdraget innebär att under biskopens ledning ansvara för att visitera församlingar, övervaka det demokratiska arbetet i kyrkoråd och stiftssynod, stödja och ha tillsyn över präster och diakoner samt fullfölja biskopens ansvar vad gäller kyrkobyggnader och övriga fastigheter.
Varje ärkediakonat är i sin tur indelat i fyra respektive fem dekanat. Dekanaten leds av en präst som kallas Area Dean (dekan), och en synod bestående av dekanatets präster samt valda lekmän från alla församlingar i området.

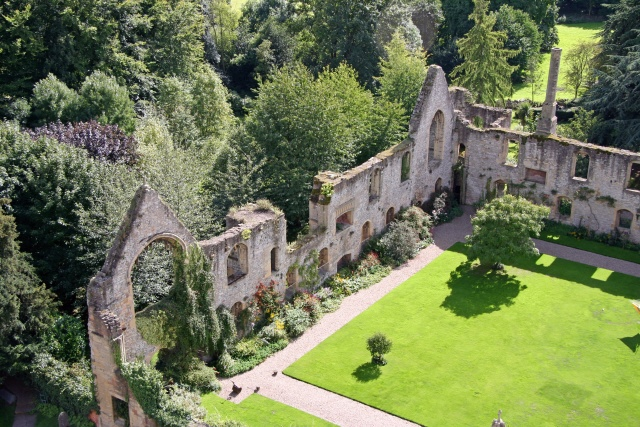
Ruinerna av biskopspalatset i Southwell står i direkt anslutning till domkyrkan och det nuvarande biskopsresidenset.

| Ärkediakonat               | Dekanat                         |
| -------------------------- | ------------------------------- |
| Archdeaconry of Nottingham | Deanery of East Bingham         |
| Archdeaconry of Nottingham | Deanery of Gedling              |
| Archdeaconry of Nottingham | Deanery of Nottingham North     |
| Archdeaconry of Nottingham | Deanery of Nottingham South     |
| Archdeaconry of Nottingham | Deanery of West Bingham         |
| Archdeaconry of Newark     | Deanery of Bassetlaw and Bawtry |
| Archdeaconry of Newark     | Deanery of Mansfield            |
| Archdeaconry of Newark     | Deanery of Newark and Southwell |
| Archdeaconry of Newark     | Deanery of Newstead             |

### Stiftssynod
I Engelska kyrkan är det biskopen som styr stiftet, med råd och samtycke av representanter för stiftets präster och lekmän, samlade i stiftssynoden (eng. Diocesan Synod). Synoden diskuterar de ärenden som rör stiftet eller som biskopen eller Generalsynoden lägger fram för beslut. Det är också stiftssynoden som beslutar om budget och godkänner redovisningen av stiftets ekonomiska förvaltning. Däremot kan stiftssynoden inte formulera kyrkans tro eller lära, det ansvaret vilar på Generalsynoden.
Stiftssynoden i Southwell och Nottinghams stift består av ledamöter som väljs av ärkediakonaten vart tredje år. Några ledamöter deltar också ex officio, väljs in av stiftssynoden själv eller av biskopen. Synoden är indelad i biskoparnas, prästernas och lekmännens hus. Samtliga ledamöter i synoden utgör medlemmar av den separata juridiska person, The Southwell and Nottingham Diocesan Board of Finance, som förvaltar stiftets ekonomi.
I huvudsak samlas alla ledamöter gemensamt och beslut fattas med enkel majoritet. Vissa frågor kräver dock majoritet i vart och ett av husen, och när frågor berör präster och lekmän på olika sätt kan husen också hålla separata samlingar och omröstningar. Biskopen har möjlighet att utöva veto i de flesta av synodens beslut.

### Biskopens råd
Biskopens råd är ett rådgivande organ för stiftsbiskopen och en permanent kommitté för stiftssynoden. Rådet bereder ärenden och planerar stiftssynodens möten, verkställer synodens beslut, och fattar beslut i dess ställe när synoden inte sammanträder. Biskopen diskuterar frågor om stiftets ledning med rådet. Rådet kan också utse ledamöter och representanter i andra kommittéer och grupper, och formulerar policy för stiftets inre liv och verksamhet.

### Skolor
Southwell och Nottinghams stift är huvudman för 73 skolor, där de allra flesta hör till låg- och mellanstadiet medan ett knappt tiotal undervisar ända upp på högstadiet. Skolverksamheten leds av stiftets skolstyrelse. 

## Kyrkor och byggnader

### Southwell Minster
Southwell Minster, formellt Den välsignade jungfru Maria katedral och församlingskyrka i Southwell, är stiftets domkyrka och började byggas 1108. Ursprungligen låg en romersk villa på platsen där katedralen står idag. I mitten av 900-talet lät ärkebiskopen av York bygga en kyrka på platsen, som inrättades som kollegiatskyrka med eget kapitel. Den kom att fungera som ärkebiskopens privatkyrka, då ärkebiskopen ägde marken i Southwell och hade sitt residens där.
Kyrkan klarade sig relativt oförstörd genom engelska reformationen, men kapitlet upplöses och kyrkan återgår till att vara församlingskyrka. I samband med Engelska inbördeskriget förstördes biskopspalatset intill kyrkan. En möjlig orsak är att byn straffades för att kung Karl I av England övernattade på ett värdshus natten innan han fängslades. Kyrkan genomgår däremot vissa förändringar under 1700- och 1800-talen, till följd av en brand och flera ombyggnationer. År 1884 blir Southwell Minster domkyrka - katedral - i det nybildade Southwell stift.

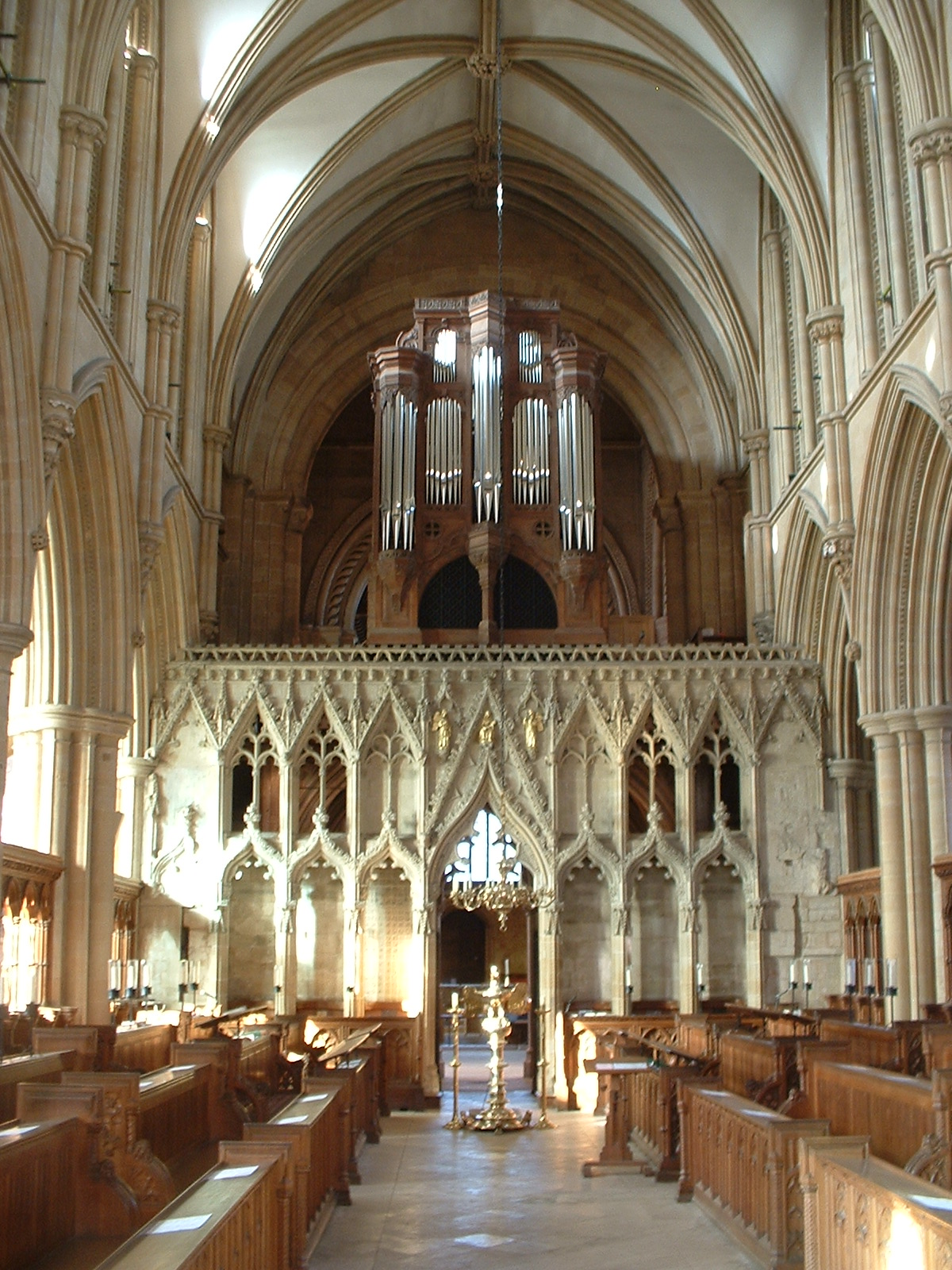
Southwell Minsters lektorium, sett från koret
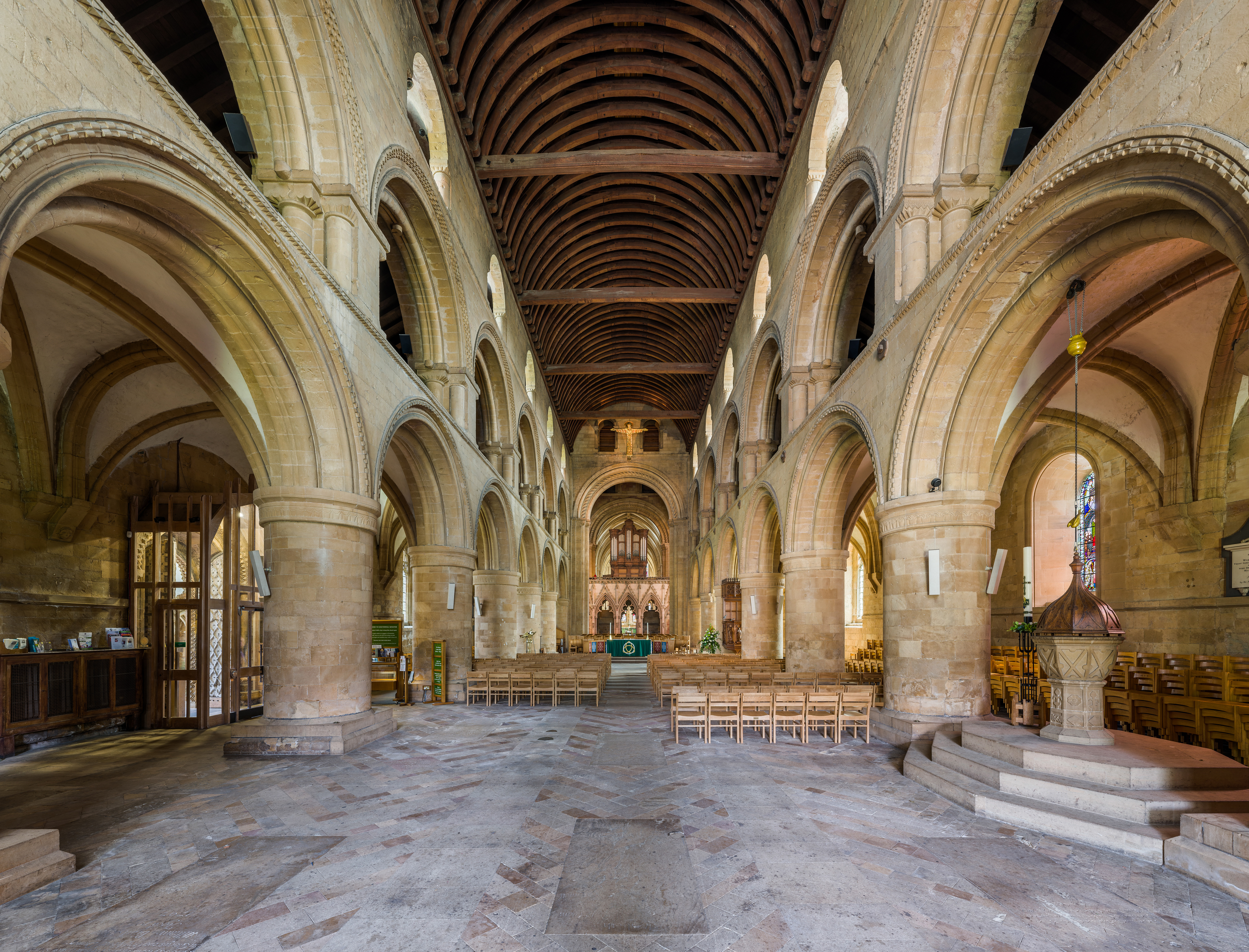
Långskeppet, med dopfunten till höger.
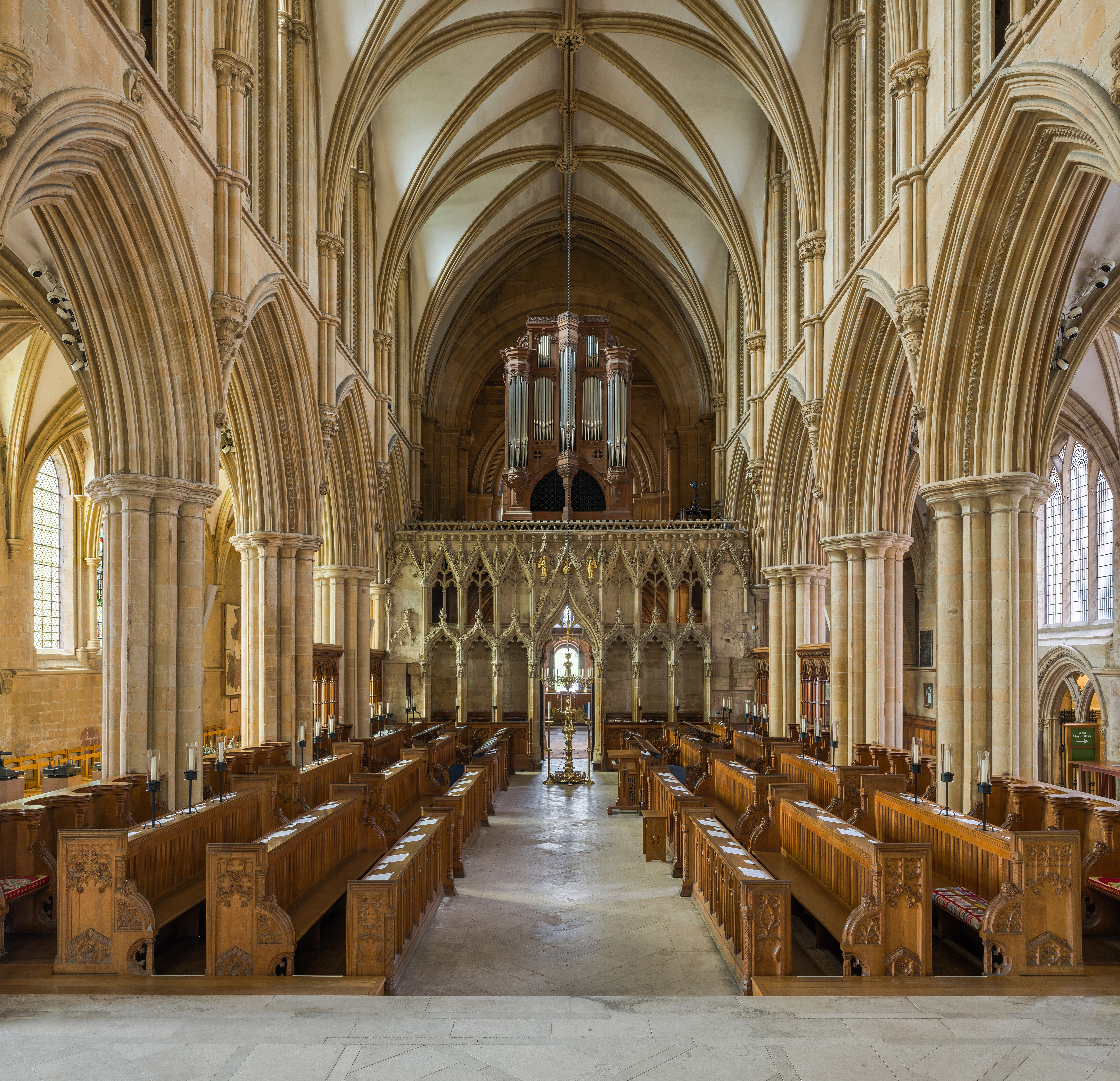
Lektorium och kor
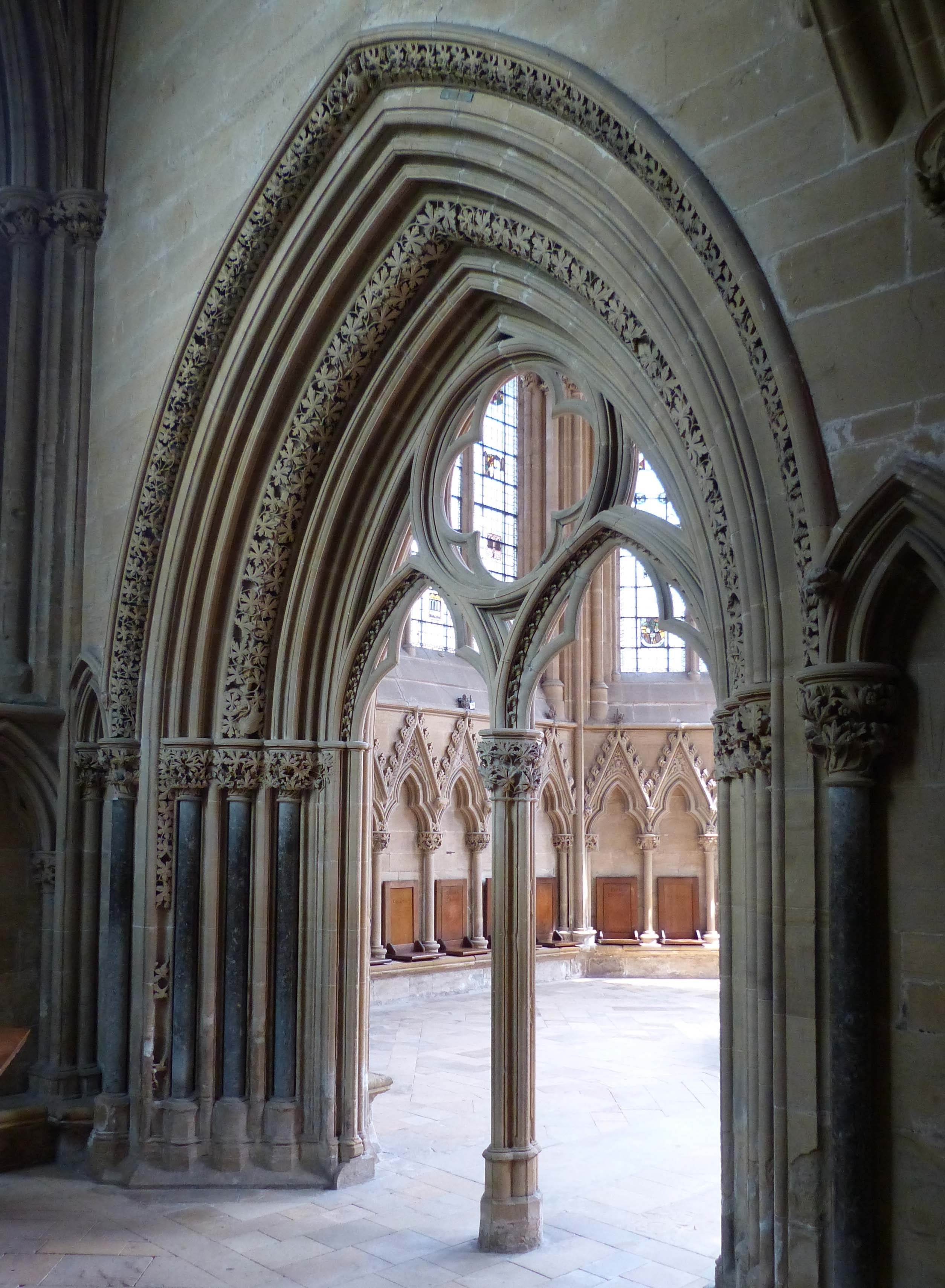
Port till kapitelhuset med lövverk i sten, Leaves of Southwell
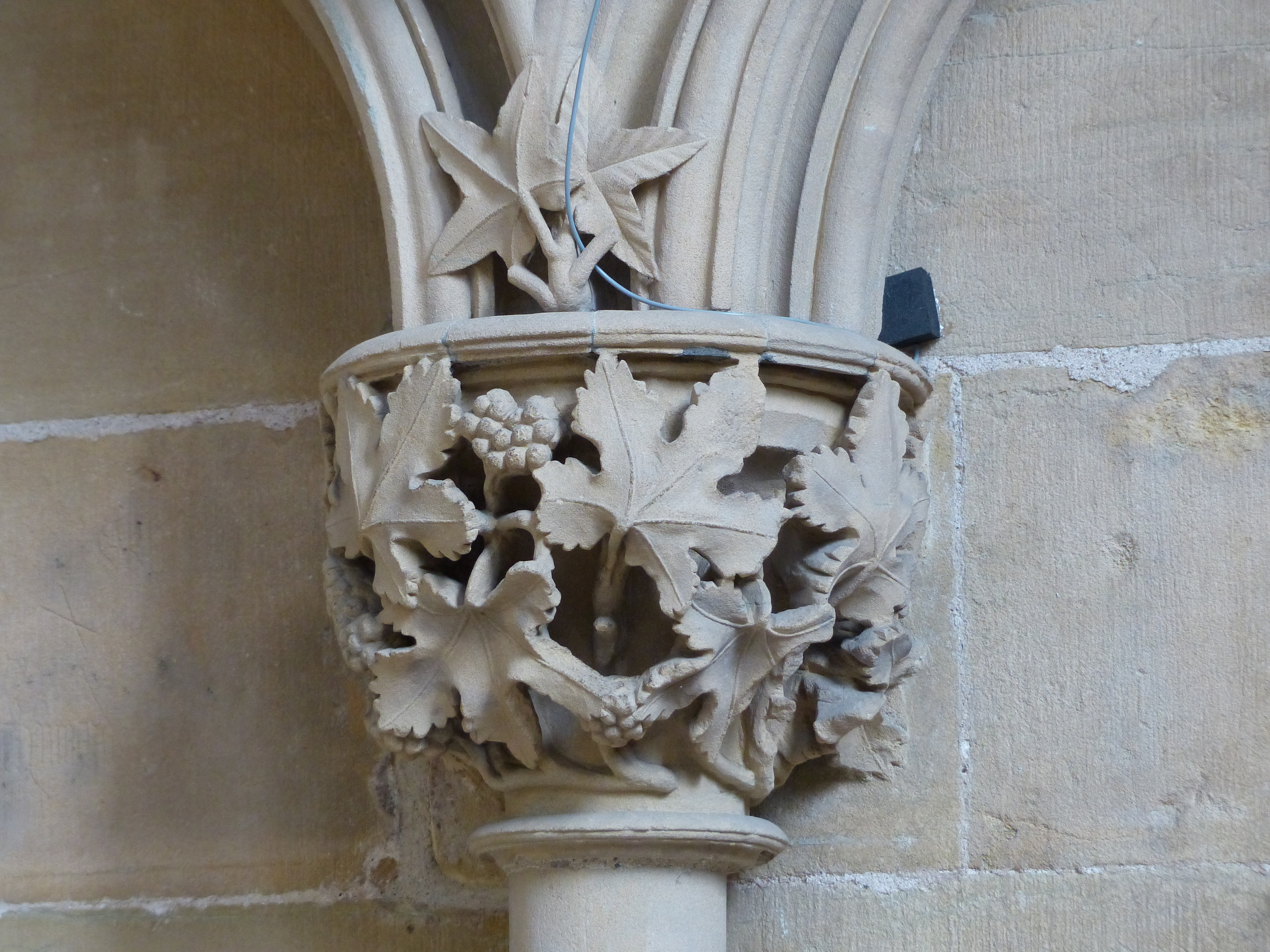
Kapitäl smyckat med humle, från kapitelhuset
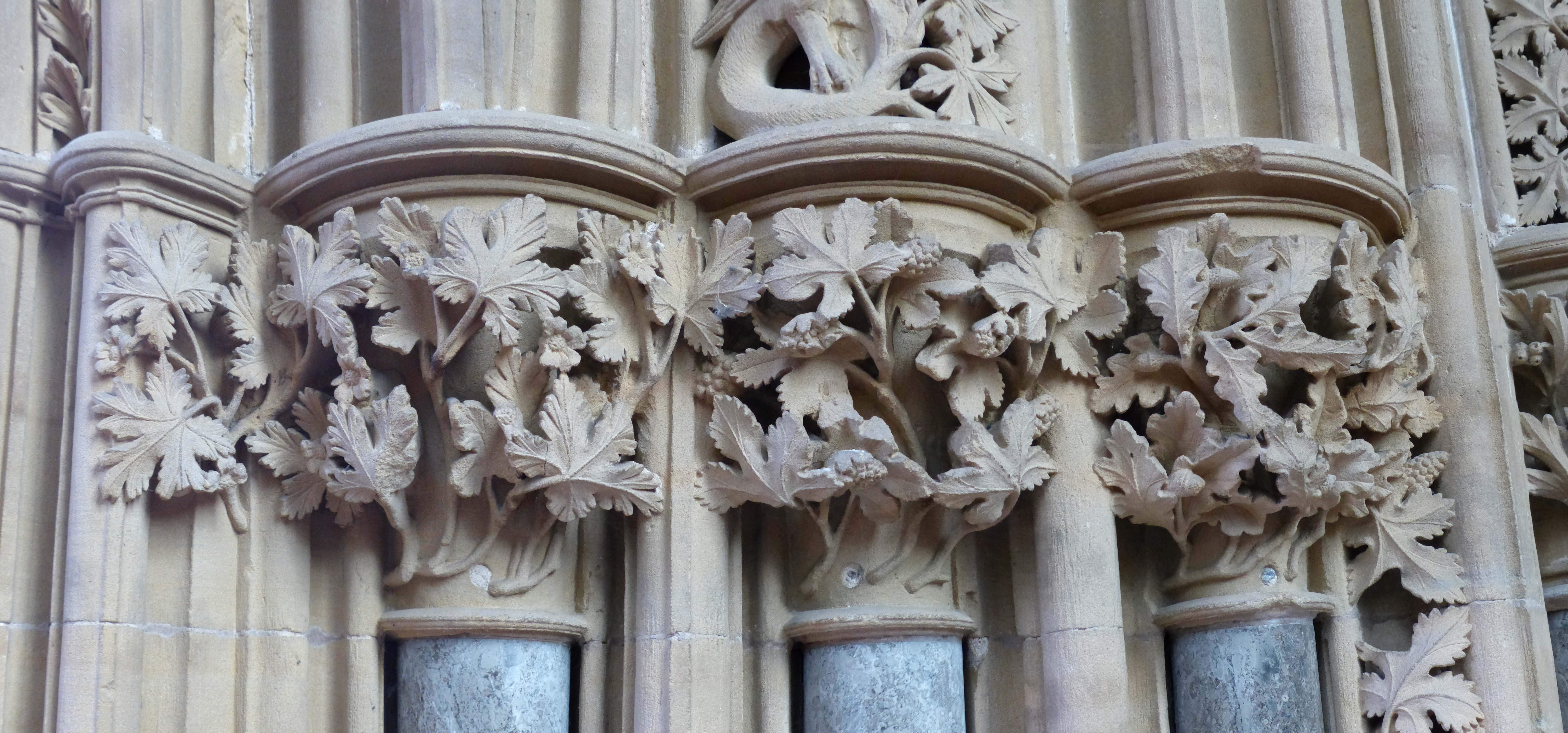
Port till kapitelhuset
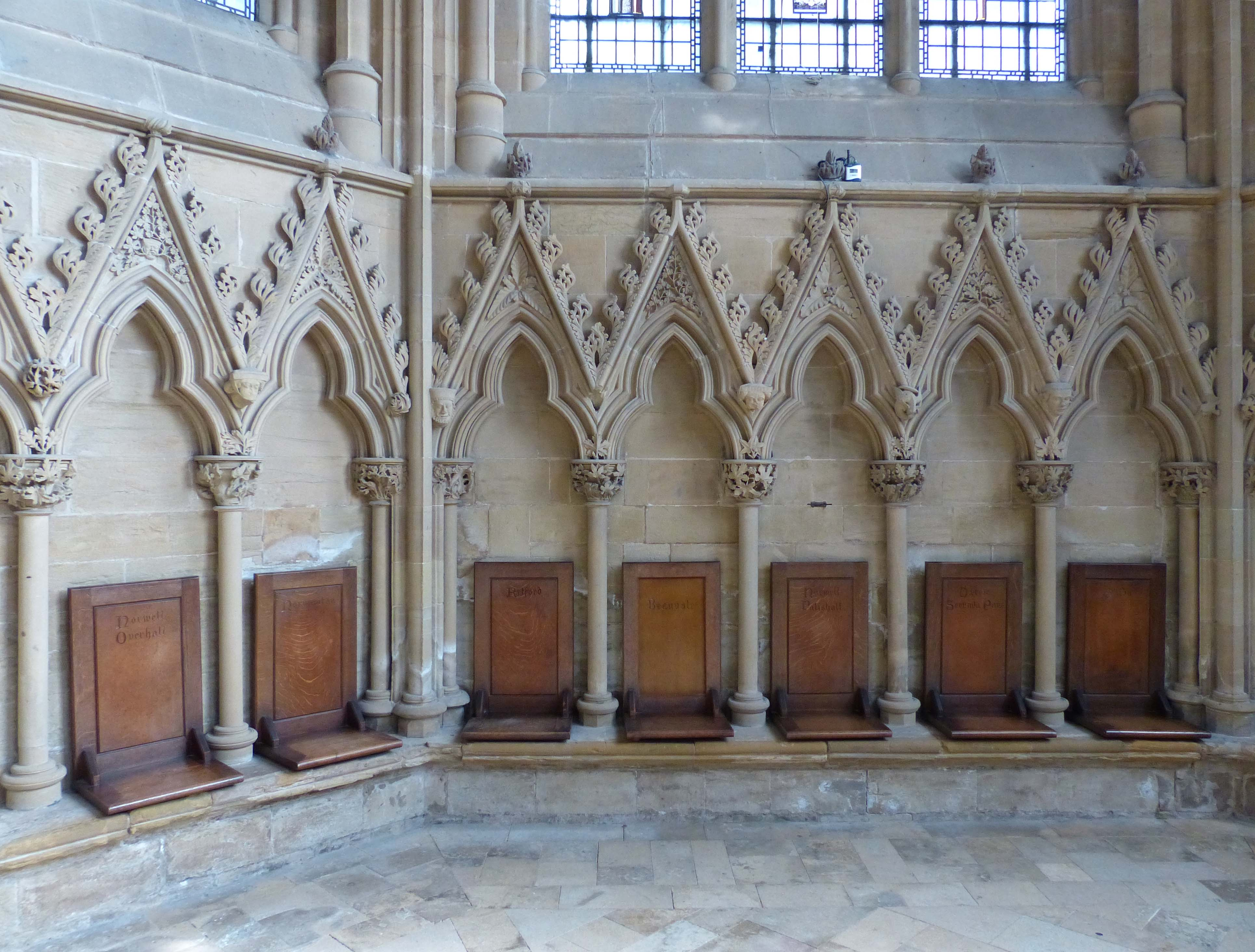
Korstolar och baldakiner i kapitelhuset
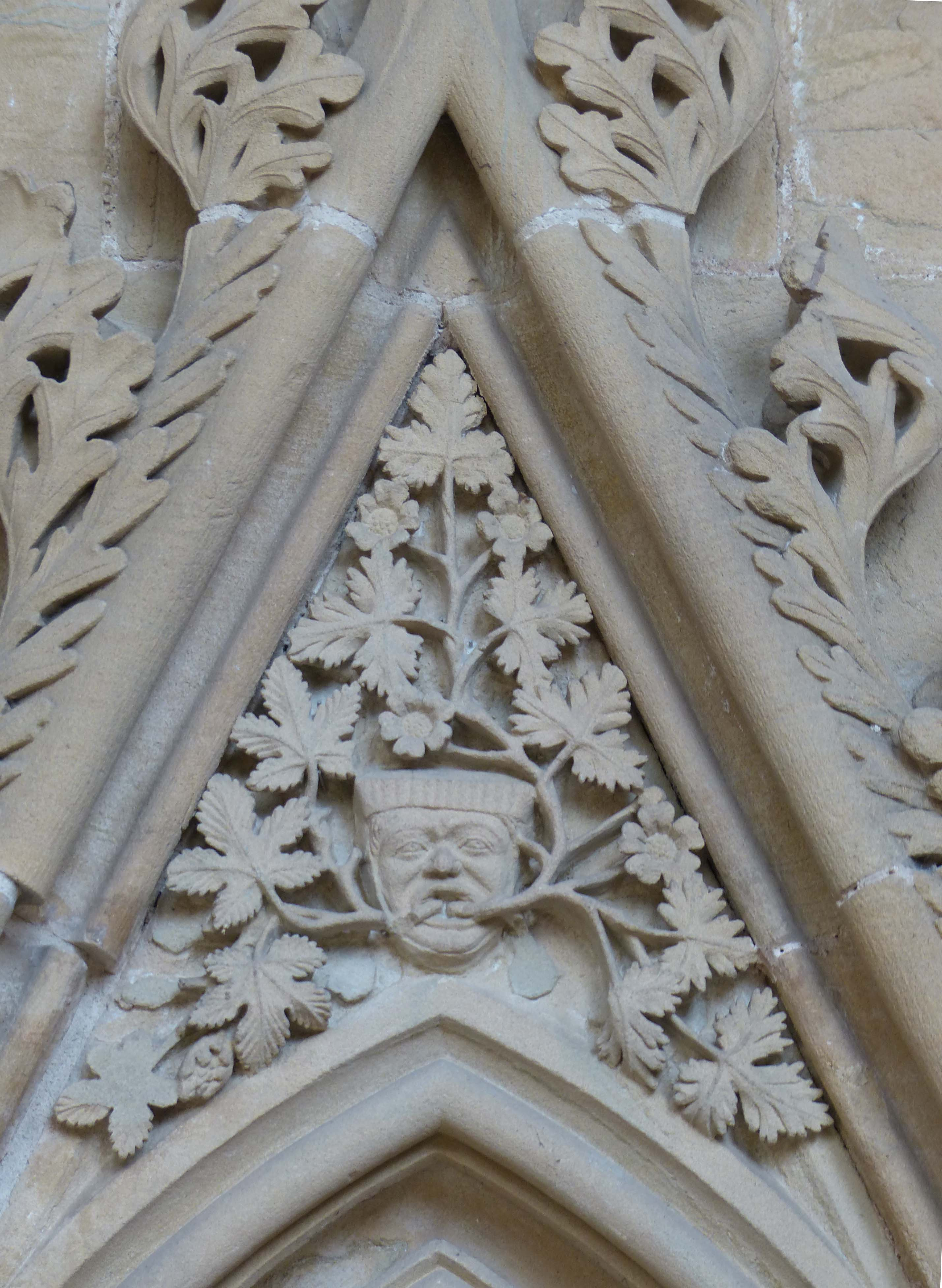
Tympanon med skogsman, på baldakin i kapitelhuset

## Källförteckning
1. ↑  ”The London Gazette. No 19538.” (på engelska). National Archives. 5 september 1837. sid. 2334. https://www.thegazette.co.uk/London/issue/19538/page/2334. Läst 11 mars 2021.
2. ↑  ”The London Gazette. No 25315.” (på engelska). National Archives. 5 februari 1884. sid. 527. https://www.thegazette.co.uk/London/issue/25315/page/527. Läst 11 mars 2021.
3. ↑  ”The London Gazette. No 33290.” (på engelska). National Archives. 7 juli 1927. sid. 4207. https://www.thegazette.co.uk/London/issue/33290/page/4207. Läst 11 mars 2021.
4. ↑  ”The London Gazette. No 34198.” (på engelska). National Archives. 13 september 1935. sid. 5841. https://www.thegazette.co.uk/London/issue/34198/page/5841. Läst 11 mars 2021.
5. ↑  ”The Bishop of Southwell and Nottingham” (på engelska). Diocese of Southwell and Nottingham. Arkiverad från originalet den 5 maj 2016. https://web.archive.org/web/20160505055616/http://southwell.anglican.org/about-us-2/who-we-are/bishops/bishopsandn/. Läst 12 mars 2021.
6. ↑  ”House of Bishops’ Declaration on the Ministry of Bishops and Priests, GS Misc 1076” (på engelska) (pdf). Church of England, General Synod, House of Bishops. 19 maj 2014. https://www.churchofengland.org/sites/default/files/2017-11/GS%20Misc%201076%20Women%20in%20the%20Episcopate.pdf. Läst 20 februari 2021.
7. ↑  ”See of Beverley: Parish Directory” (på engelska). See of Beverley. Arkiverad från originalet den 7 mars 2021. https://web.archive.org/web/20210307025331/http://seeofbeverley.org.uk/directory.php. Läst 12 mars 2021.
8. ↑  ”Legal Responsibilities of an Archdeacon” (på engelska) (pdf). Church of England. 1 november 2017. https://www.churchofengland.org/sites/default/files/2017-11/Statutory%20Duties%20of%20an%20Archdeacon.pdf. Läst 10 mars 2021.
9. ↑  ”Deaneries” (på engelska). Diocese of Southwell and Nottingham. Arkiverad från originalet den 27 februari 2021. https://web.archive.org/web/20210227220800/https://southwell.anglican.org/about-us-2/deaneries/. Läst 12 mars 2021.
10. ↑  ”Synodical Government Measure 1969 No. 2” (på engelska). legislation.gov.uk. National Archives. 25 juli 1969, uppdaterad t.o.m. 1 september 2020. https://www.legislation.gov.uk/ukcm/1969/2/2020-09-01. Läst 20 februari 2021.
11. ↑  ”Synodical Government Measure 1969 No. 2” (på engelska). legislation.gov.uk. National Archives. 25 juli 1969, uppdaterad t.o.m. 1 september 2020. https://www.legislation.gov.uk/ukcm/1969/2/2020-09-01. Läst 20 februari 2021.  ”A diocesan synod consists of (a) a house of bishops, (b) a house of clergy, and (c) a house of laity.”
12. ↑  ”Synod” (på engelska). Diocese of Southwell and Nottingham. Arkiverad från originalet den 27 februari 2021. https://web.archive.org/web/20210227220214/https://southwell.anglican.org/mission-ministry/mission-ministrysynod/. Läst 12 mars 2021.
13. ↑  ”Synodical Government Measure 1969 No. 2” (på engelska). legislation.gov.uk. National Archives. 25 juli 1969, uppdaterad t.o.m. 1 september 2020. https://www.legislation.gov.uk/ukcm/1969/2/2020-09-01. Läst 20 februari 2021.  ”The standing orders must also include provision (a) that, subject as follows, the assent of the synod is given only if each of the three houses gives its assent; (b) that if the bishop of the diocese so directs on a question other than one on an Article 8 matter referred to the synod, the assent of the house of bishops is given only if the majority of the members who give assent includes the bishop; […]”
14. ↑  ”Synodical Government Measure 1969 No. 2” (på engelska). legislation.gov.uk. National Archives. 25 juli 1969, uppdaterad t.o.m. 1 september 2020. https://www.legislation.gov.uk/ukcm/1969/2/2020-09-01. Läst 20 februari 2021.  ”The standing orders must include provision [...](h) for there to be a bishop's council and standing committee of the synod which has such membership as the standing orders may provide and (i) the functions exercisable by it under section 4(4) of this Measure, and (ii) such other functions as may be conferred by the standing orders or by or under this or any other Measure or by or under Canon.”
15. ↑  ”Schools and Academies” (på engelska). Diocese of Southwell and Nottingham. Arkiverad från originalet den 27 februari 2021. https://web.archive.org/web/20210227223318/https://southwell.anglican.org/education/educationeducationeducationeducationeducationeducationeducationeducationeducationeducationschoolsacademies/. Läst 12 mars 2021.
16. 1 2  ”Minster History” (på engelska). Southwell Minster. https://www.southwellminster.org/theme/minster-history/. Läst 12 mars 2021.